# Kypros Nicolaides

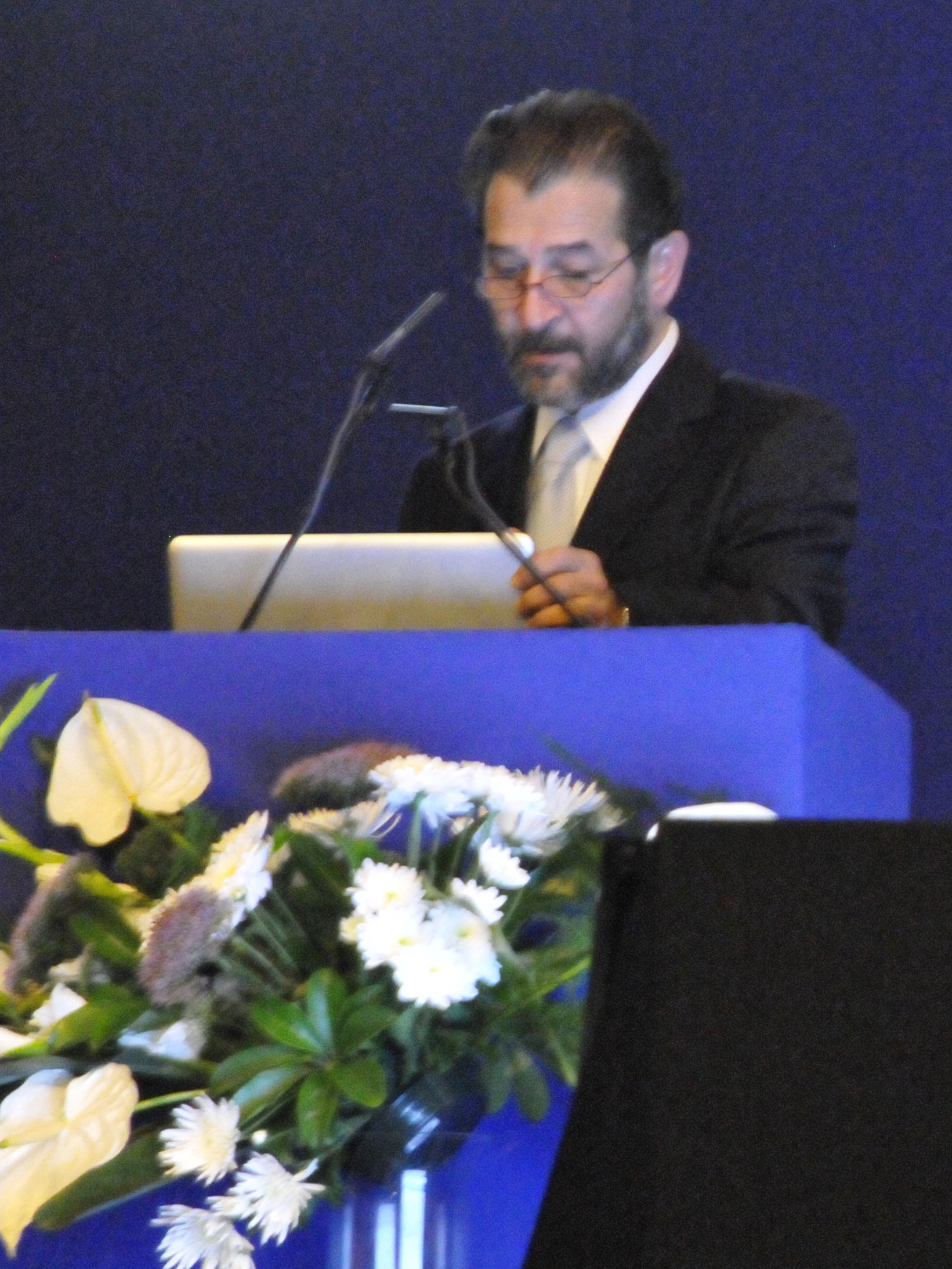
Kypros Nicolaides am Weltkongress der Fetal Medicine Foundation in Malta

Kypros H. Nicolaides (* 1953 in Paphos, Zypern) ist ein griechisch-zyprischer britischer Gynäkologe und Geburtshelfer und Professor für Perinatalmedizin, der vor allem für seine Leistungen in der Pränatalmedizin bekannt wurde.
Nicolaides besuchte während seiner Schulzeit The English School in Nikosia, studierte Medizin am King’s College School of Medicine and Dentistry in London und trat 1980 der Abteilung für Gynäkologie und Geburtshilfe unter Stuart Campell und Charles Rodeck bei. Dort betrieb er Forschungen zur Fetoskopie. Nach dem Weggang von Charles Rodeck wurde er Direktor des Harris Birthright Research Centre for Fetal Medicine, der ersten Abteilung für Fetalmedizin im Vereinigten Königreich. Er entwickelte die Technik der Chordozentese weiter und veröffentlichte als erster eine wissenschaftliche Veröffentlichung zum Thema der endoskopischen Lasertherapie bei fetofetalen Transfusionssyndrom. Er veröffentlichte auch zahlreiche Papiere zum Thema Ultraschall in der Pränatalmedizin, so beschrieb er als erster das lemon-sign und das banana-sign welches bei Spina bifida auftritt und er untersuchte systematisch die Nackentransparenz. Insgesamt veröffentlichte er über 500 Artikel sowie 30 Bücher und Monographien. Sein h-Index beträgt 177 und ist damit im Bereich der Frauenheilkunde und Gynäkologie der weltweit höchste.
2020 wurde Nicolaides in die National Academy of Medicine der USA gewählt.

## Mediale Auftritte
Die BBC TV-Sendung „Life before birth“ aus dem Jahr 2002 begleitete Nicolaides und berichtete über seine innovativen Methoden und Pionierarbeit.
Im Jahr 2020 erschien die Serie „Der chirurgische Schnitt“ auf Netflix, welche Nicolaides im Rahmen der ersten Episode begleitete und Einblicke in sein Werk und sein Leben gibt.

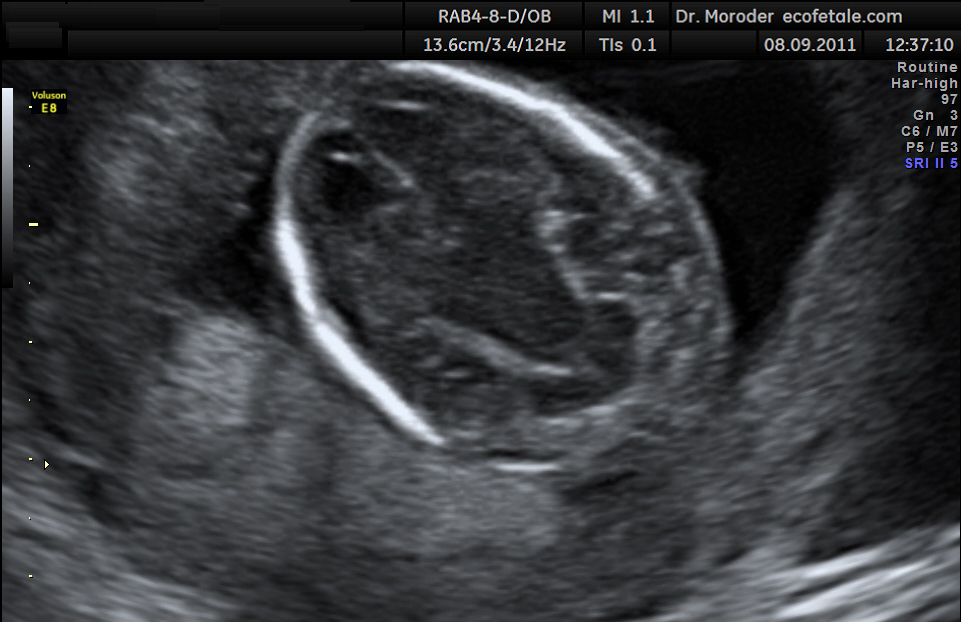
Das banana sign in einem Ultraschall Bild der hinteren fetalen Schädelgrube mit 16+2 Schwangerschaftswochen bei Spina bifida.